# El vestido de la novia (Ernst)
El vestido de la novia es una pintura al óleo sobre lienzo de 129,6 × 96,3 cm creada en 1940 por el pintor surrealista Max Ernst. Ubicada en la Colección Peggy Guggenheim de Venecia, la obra fue donada por el artista a su esposa, Peggy Guggenheim, en 1942.
Se considera una de las pinturas más efectivas del artista.

## Descripción
Como sugiere el título, la obra aborda el tema de la novia preparándose para la boda, pero desde una perspectiva altamente onírica y simbólica. La protagonista, en el centro de la escena, viste únicamente una enorme y suntuosa capa de plumas rojas que al adelantarse ella, no llega a cubrir su desnudez. Su cabeza está cubierta por la monstruosa máscara de un búho, en cuyo plumaje rojo se esconden un ojo humano (quizás el de la novia) y una cabecita amarillenta parecida a un broche posada sobre los pechos expuestos de la mujer.
A la izquierda aparece un pájaro antropomorfo verde que sostiene la punta de una lanza rota, mientras que al otro lado hay dos criaturas inquietantes: una joven igualmente desnuda con cabello antinatural flotante, que está siendo empujada hacia atrás con un movimiento de la mano por la novia y un pequeño monstruo grotesco arrodillado a sus pies.
El espacio consta de un suelo de tablero de ajedrez y detrás una pared. En ella cuelga un cuadro que representa a la novia, pero en un entorno natural con ruinas clásicas.
El intenso erotismo de la obra y la teatralidad de las poses de cada figura resultan particularmente impactantes. En general, resulta inquietante y evoca una atmósfera de pesadilla.

## Características
La técnica empleada en la obra la hace visionaria y enigmática. La superficie de la pintura posee una apariencia distintiva gracias a la técnica del artista: consiste en combinar decalcomanía y óleo sobre lienzo, lo que da como resultado una llamativa textura granulada al atuendo de la novia y al tocado de la doncella. La perspectiva es inconsistente, pero el punto de fuga del suelo aporta mayor profundidad a la escena. El fondo es arquitectónico, y toda la escena se compone de contrastes de claroscuro similares a juegos de luces y sombras, recordando a las obras de los maestros que Ernst admiraba: Lucas Cranach el Viejo, Gustave Moreau y Giorgio de Chirico.

## Significados simbólicos
Como todas las obras surrealistas de Ernst, es rica en significados simbólicos enigmáticos.
La cabeza de búho de la protagonista enfatiza la capacidad de la novia para ver en la oscuridad, un rasgo compartido con la diosa Minerva (protectora de la inteligencia y los artesanos, conocida por su sabiduría) y también con quienes pueden ver más allá. La sabiduría de la novia reside en su acercamiento al amor físico, que le permitirá comprender el universo. La capa roja está inspirada en la descripción de André Breton de una «espléndida y convulsa capa, hecha con la repetición infinita de plumas rojas, sin igual, de un ave rara, usada por los caciques hawaianos».
La otra figura femenina simboliza la virginidad. Su rostro está vuelto hacia la pintura de la pared, que adquiere el aspecto de un «rito de iniciación», que es lo que era la boda antaño para la mujer, una especie de paso a una etapa superior que implica una comprensión completa de la vida y el amor. La pintura misma también simbolizaría el abandono del estado original de soledad para entrar en el mundo de las relaciones sociales.
El pájaro antropomorfo simboliza al hombre; sostiene el símbolo fálico de una lanza que apunta al pubis de la joven. Esto simboliza la virginidad que está a punto de perder. Es probable que el hombre se interprete como una representación del propio Ernst, que se identificaba con la figura de un pájaro antropomórfico llamado Loplop; por tanto, la novia sería la joven pintora inglesa Leonora Carrington, de quien lo había separado el estallido de la Segunda Guerra Mundial.
El pequeño monstruo en la esquina inferior derecha representa un pequeño ídolo de la fertilidad que aúna ambos sexos, presumiblemente inspirado en las estatuillas votivas vistas durante el viaje de Ernst al Sudeste asiático unos años antes. Según otras interpretaciones, sería una referencia al hermafrodita Tiresias de la leyenda griega. El ser, que representa la unión entre el hombre y la mujer, es retratado mientras se seca unas lágrimas. El gesto representa la concepción limitada y extremadamente modesta de la sociedad burguesa respecto a la sexualidad y a la ansiedad de tener que buscar una alianza con el sexo opuesto tras la pérdida de la independencia original.